# ENSZ-emléktemető
Az ENSZ-emléktemető (United Nations Memorial Cemetery in Korea) a dél-koreai Puszan egyik sírkertje, amely a koreai háborúban elhunytaknak állít emléket és biztosít végső nyughelyet. A temetőben 2319 ember földi maradványait hantolták el. Az Egyesült Nemzetek Szervezetének ez az egy ilyen jellegű létesítménye van.

## Története
A temetőt az ENSZ-csapatok parancsnoksága alapította 1951 januárban. 1955 novemberben a dél-koreai kormány felajánlotta a világszervezetnek a sírkert területének használatát korlátlan időre. Ezt a javaslatot az Egyesült Nemzetek Szervezetének Közgyűlése decemberben elfogadta. Az ENSZ és Dél-Korea 1959 novemberében megállapodott arról, hogy emléktemetővé alakítják a sírkertet, amely a háború valamennyi hősi halottja előtt tiszteleg. 1974-ig az ENSZ gondozta a létesítményt, majd átadta a feladatot az erre a célra létrehozott szervezetnek. Ez annak a 11 országnak a képviselőiből áll, amelynek katonái a területen nyugszanak. 2007-ben a temető felkerült a dél-koreai kulturális örökség listájára.
A temetőben 281 ausztrál, 381 kanadai, 47 francia, 122 holland, egy norvég, 37 dél-koreai, 11 dél-afrikai, 462 török, 890 brit, 40 amerikai, valamint 15 ismeretlen személyazonosságú hősi halott nyugszik. A sírkert főkapuhoz közeli részén a koreai háborúban az ENSZ kötelékében részt vevő 22 ország zászlóját állították fel, ezek között nyugszik a halottak többsége. A veteránok parcelláját 2015-ben alakították ki azok számára, akik egykori bajtársaik mellett akarják eltemettetni magukat.
A temetőben két emlékcsarnokot is építettek, egyikükben kiállították azt az ENSZ-zászló, amelyet a világszervezet katonai missziójának parancsnoksága használt a háborúban. Az összes, 40 896 elesett katona, orvos és ápoló nevét emlékfalon örökítették meg. 1978-ban felállították az ENSZ-erők emlékművét.

## Sírok

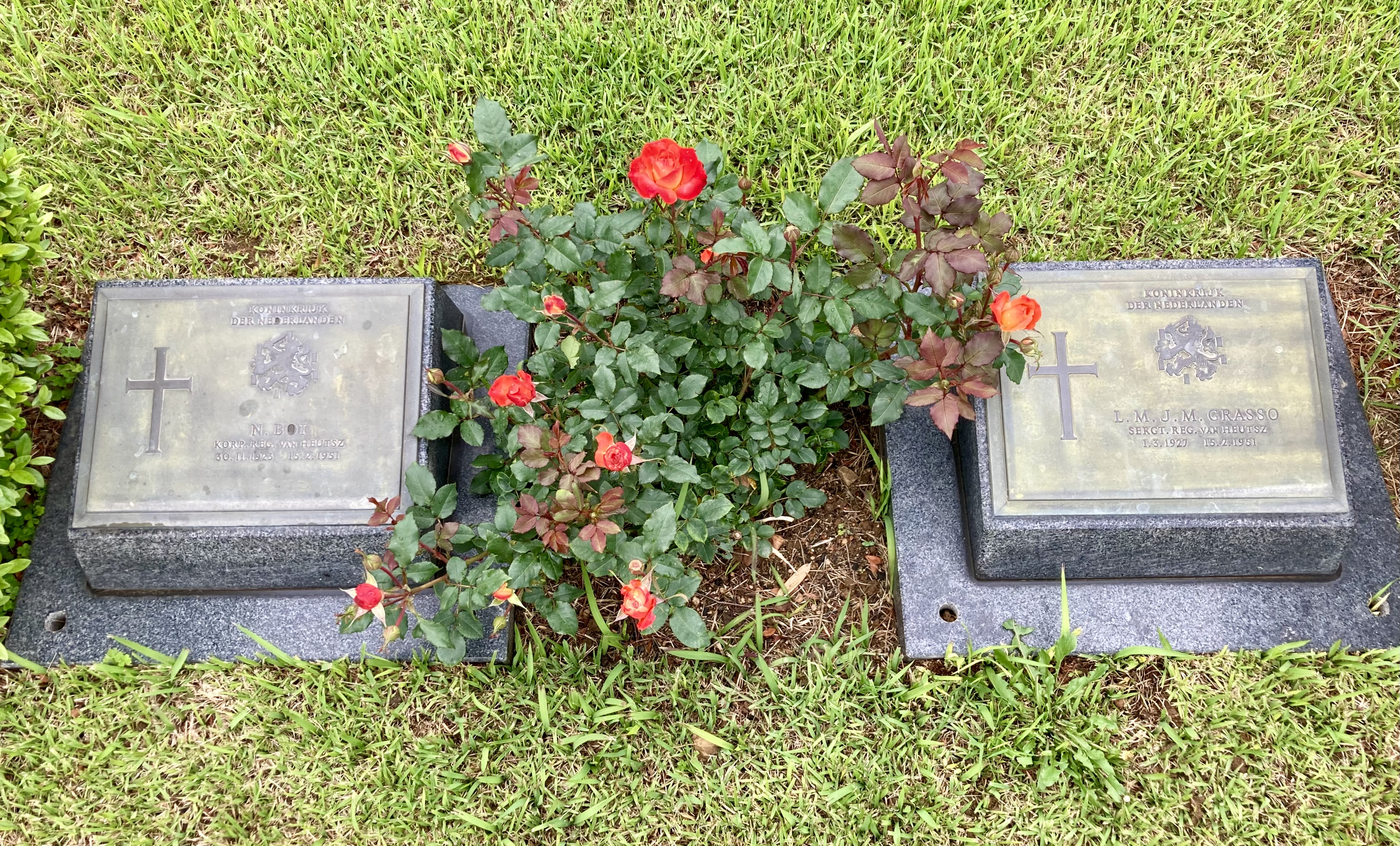
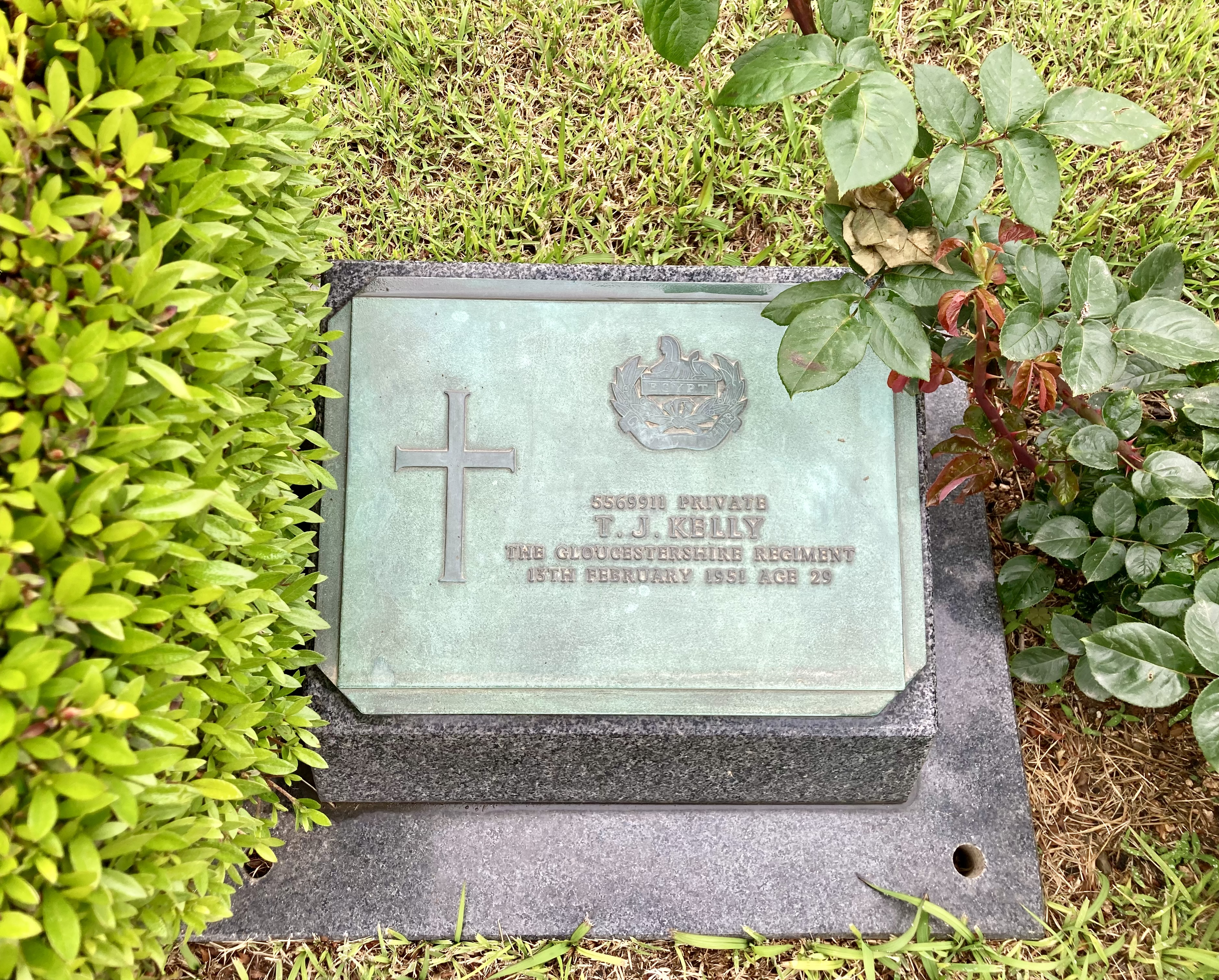
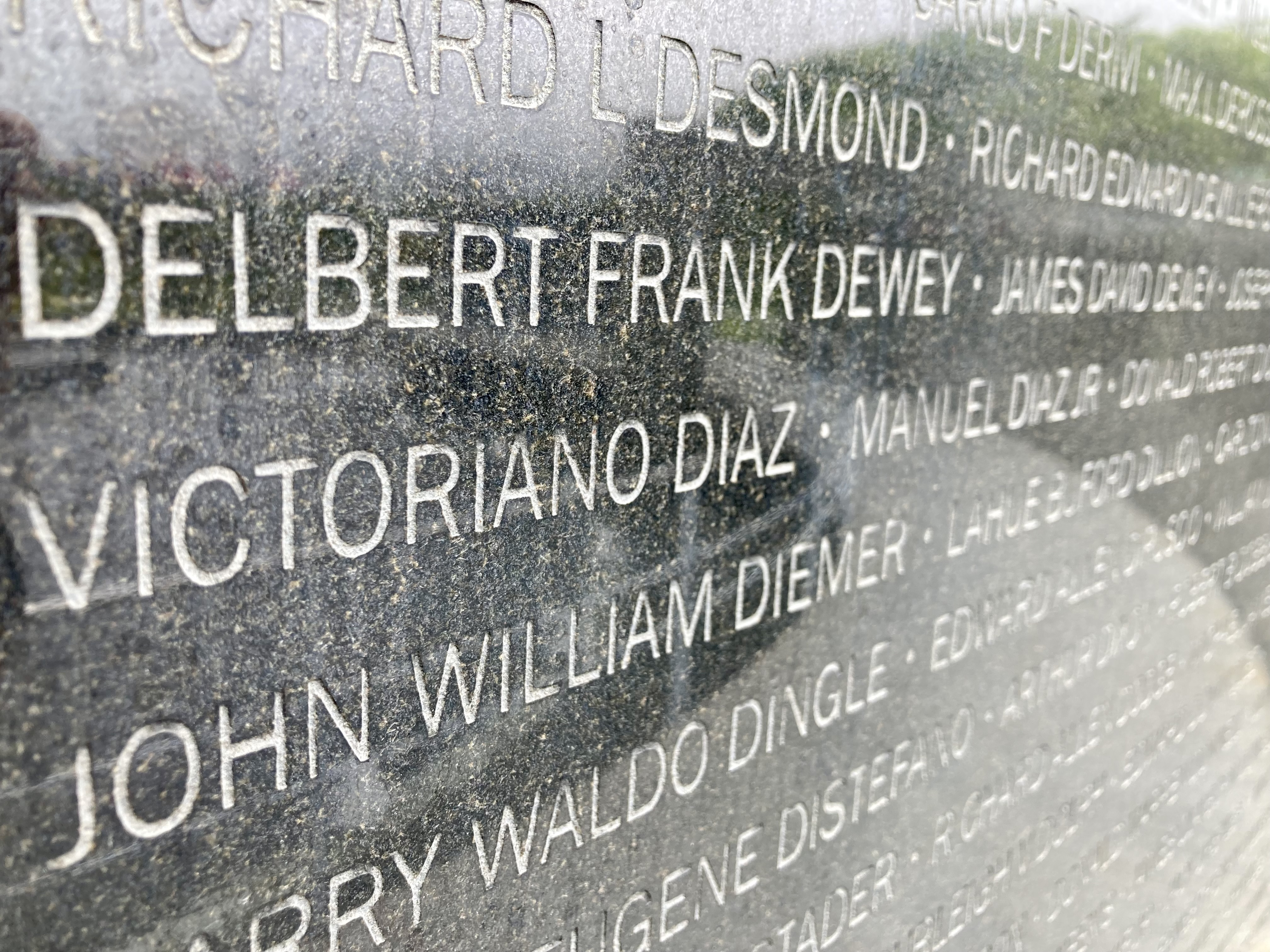
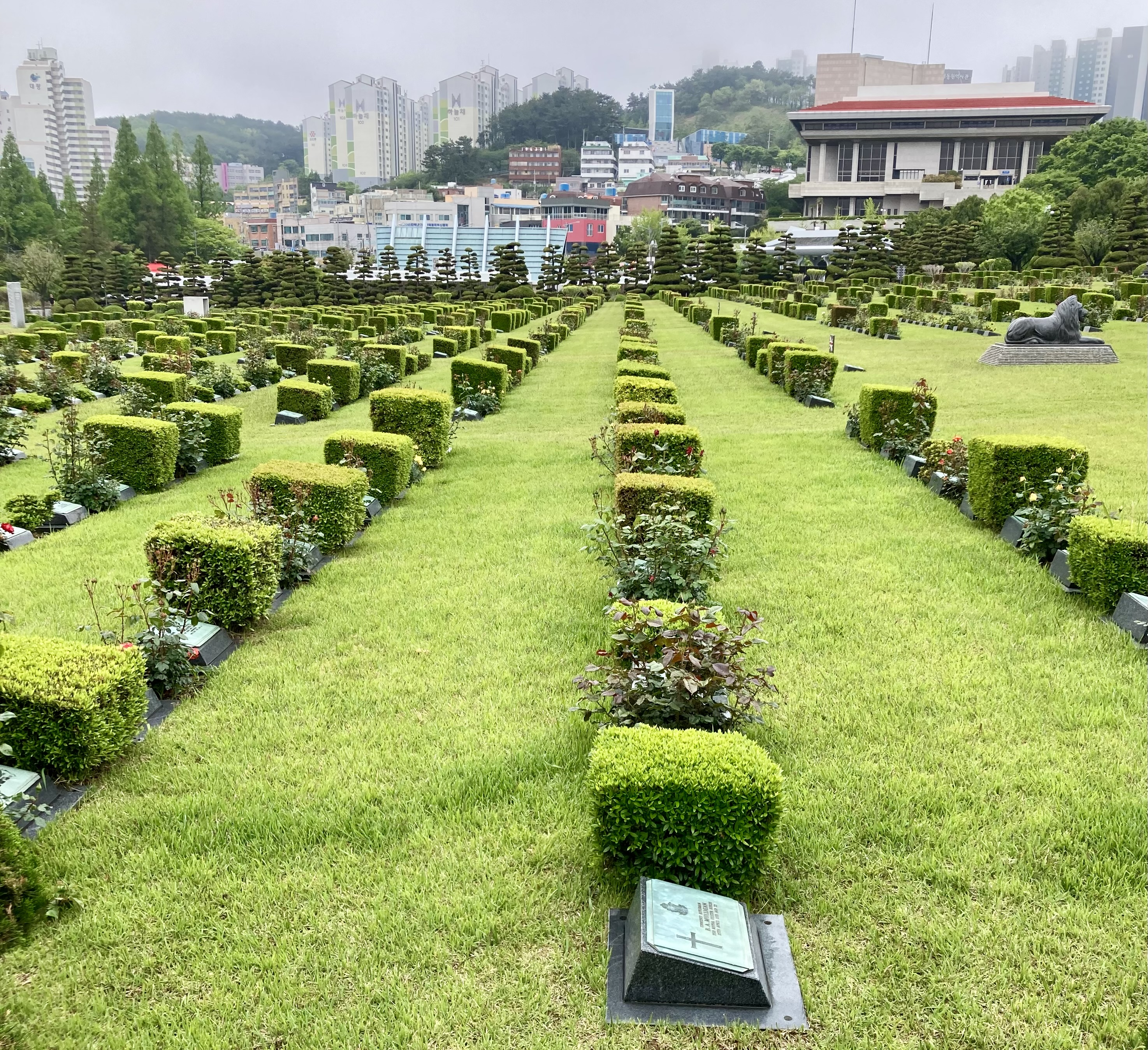
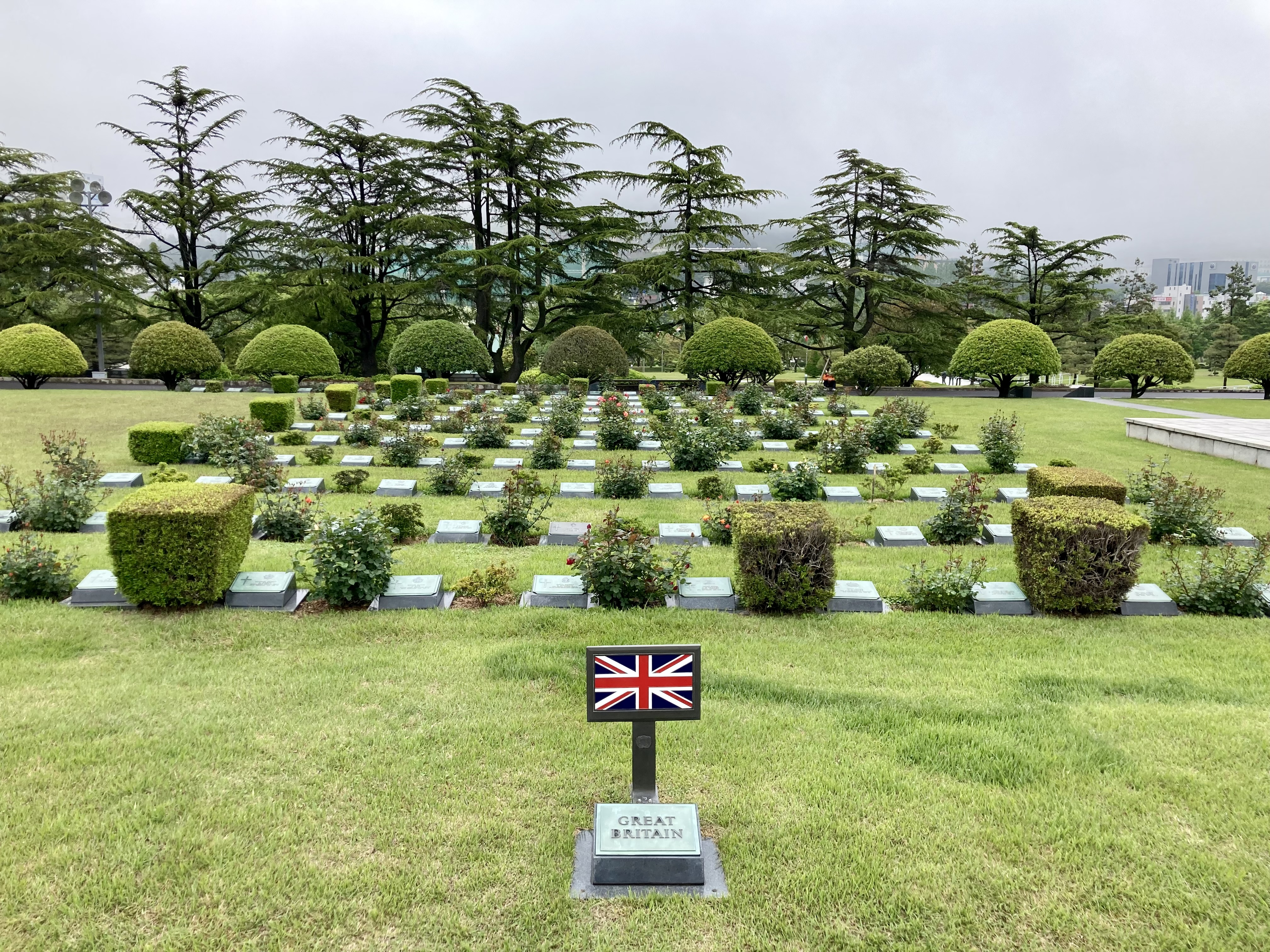